# 타목시펜
타목시펜(tamoxifen, 상표명: 놀바덱스 등)은 여성의 유방암을 예방하고 여성과 남성의 유방암을 치료하기 위해 사용되는 약물이다. 다른 종류의 암에 대해서도 연구되고 있다. 알브라이트 증후군에도 사용되고 있다. 타목시펜은 유방암의 경우 일반적으로 날마다 경구로 5년간 섭취한다.
심각한 부작용으로는 자궁암, 뇌졸중, 시력 문제, 폐색전증 위험의 사소한 증가가 있다. 일반적인 부작용으로는 불규칙적인 월경, 체중 감소, 일과성 열감이 있다. 임신이나 모유 수유 중에 투여하면 태아에 위험을 초래할 수 있다. 선택적 에스트로겐 수용체 조절제(SERM)이며 유방암 세포의 성장을 퇴화시킴으로써 동작한다. 트리페닐에틸렌 그룹에 속한다.
타목시펜은 1962년에 도라 리처드슨(Dora Richardson)에 의해 처음 개발되었다. 의료제도에 필수적인 가장 효과적이고 안전한 의약품 목록인 WHO 필수 의약품 목록에 등재되어 있다. 타목시펜은 제네릭 의약품으로 구매가 가능하다. 개발도상국의 도매가는 일일 대략 US$0.07–0.23이다. 미국 내 비용은 일일 대략 $1이다. 2016년 미국에서 200만 건 이상 처방되어 더불어 238번째로 많이 처방을 받은 약물이었다.

## 의학적 사용

### 월경통
타목시펜은 월경통이 있는 환자에서 혈류를 개선하고 자궁의 수축력은 감소시켜 통증을 줄여주는 데에 쓰인다.

### 유방암
타목시펜은 폐경 전후의 여성 모두에서 에스트로겐 수용체 양성(ER+)인 조기 유방암과 진행 유방암에 사용한다. 다만 폐경 후의 질출혈, 자궁내막용종, 자궁내막증식증, 자궁내막암의 위험은 반대로 올라간다. 타목시펜을 레보노게스트렐 방출 자궁내장치와 함께 사용하면 1~2년 동안의 질출혈 위험은 증가하지만 자궁내막용종과 증식증의 위험을 다소 줄일 수 있으며, 자궁내막암 위험에는 영향이 없다고 알려져 있다. 또한 남성의 유방암 치료에 쓰이는 가장 흔한 호르몬제이기도 하다. FDA에서는 유방암 발생 위험이 높은 여성에서 유방암 예방을 위해 사용하도록 승인하고 있다. 또한 한쪽 유방에 암이 생긴 뒤 반대쪽에 발생하는 유방암을 감소시키는 데에도 승인된 상태이다. 타목시펜 치료는 10년간 시행하도록 권고된다.
2006년 랄록시펜과 타목시펜의 효과를 비교한 대규모 임상연구에서는 랄록시펜도 유방암 발생률을 낮추는 데에 효과적이라고 결론 내렸다. 평균 6.75년간 추적관찰한 이후의 결과에서는 랄록시펜을 복용하는 여성에서 타목시펜과 비교했을 때 침습성 유방암의 예방 효과는 76% 정도이며, 반면 자궁암의 발생 위험은 45% 적고 혈전 발생 위험은 25% 적다고 알려졌다.

### 난임
무배란 장애가 있는 여성의 난임을 치료하기 위해 타목시펜을 배란유도에 이용할 수 있다. 월경 주기 3~7일째에 투여한다.
타목시펜은 난임이 있는 남성의 생식력 증가에도 이용되는데, 에스트로겐 수용체를 길항하여 시상하부-뇌하수체-생식샘 축(HPG 축)을 활성화시키고 결국 황체화호르몬(LH)과 난포자극호르몬(FSH)의 분비를 증가시켜 고환의 테스토스테론 생산을 늘린다.

### 여성형유방증
타목시펜은 여성형유방증의 예방과 치료에 사용된다. 예방 목적으로 저용량을 투여할 수 있으며, 유두의 통증이나 민감해지는 느낌처럼 증상이 나타나는 시점에 사용하기도 한다. 클로미펜이나 기타 방향화효소 억제제 등의 다른 약은 호르몬 관련 부작용을 피하기 위해 비슷한 목적으로 타목시펜 대신 사용할 수 있다.